# トランスジェンダー追悼の日
トランスジェンダー追悼の日（トランスジェンダーついとうのひ、英語: Transgender Day of Remembrance）は、毎年11月20日に行われる、アメリカ合衆国を中心にトランスジェンダー嫌悪を理由に殺害されたトランスジェンダーへの追悼日である。世界子どもの日やアフリカ工業化の日と同日であるが、国際デーではない。
アメリカ合衆国マサチューセッツ州でトランスジェンダーへの嫌悪を理由に、アフリカ系アメリカ人のリタ・ヘスターが惨殺された1998年11月28日の翌年同日に追悼を行ったことに由来する。
トランスジェンダー・ヨーロッパは2015年より過去12年間に殺害されたトランスジェンダーや多様なジェンダーの人々の数を発表している。2021年度のトランスジェンダー・ヨーロッパによるレポートによれば、2020年10月1日から2021年9月30日までに世界中で殺害されたトランスジェンダーやジェンダーダイバースの人たちが375人確認され、昨年度よりも7%増加した。また殺害されたトランスジェンダーのうち96%がトランス女性またはトランスフェミニン（女性的なトランスジェンダー）で、殺害されたトランスジェンダーのうち職業が判明している人の58％がセックスワーカーだった。トランスジェンダーへの憎悪犯罪は女性嫌悪、人種差別、外国人嫌悪、セックスワーカーへの差別が複雑に絡み合って生じていると同団体は指摘している。

## 各国の取り組み
トランスジェンダー追悼の日に合わせて各国でさまざまな取り組みがみられる。

### アメリカ
2020年にジョー・バイデン大統領は追悼のメッセージをSNSに投稿した。2021年にはカマラ・ハリス副大統領と共に「今年これまでに少なくとも46人のトランスジェンダーのアメリカ人が致命的な暴力行為により殺害された」という声明を発表した。

### 日本
2024年、日本の小説家や映画監督の有志たちがLGBTQ+への差別に反対する声明を発表した。その記者会見の中で、発起人のひとりである東海林毅は「LGBTQ+に対して攻撃的で差別的な言説がSNSを中心に目立つようになってきた。特にトランスジェンダーに対する攻撃は酷い状況だ」と述べた。

## 関連事項
- 国際トランスジェンダー認知の日
- トランスジェンダー認知週間
- トランスフォビア
- ヘイトクライム
- LGBT
- ジョグジャカルタ原則